# Lee Troop
Lee Troop, född 22 mars 1973, är en friidrottare från Australien. Han deltog vid olympiska sommarspelen 2000, olympiska sommarspelen 2004 och olympiska sommarspelen 2008.